# Motocròs de les Nacions Europees
El Motocròs de les Nacions Europees (oficialment: Motocross of European Nations, abreujat MXoEN) és una competició de motocròs d'abast europeu destinada a equips formats per seleccions estatals. Dirigida per la FIM Europe (l'antiga UEM) des del 2000, es tracta de la versió a escala europea -i amb equips integrats per pilots no professionals- del Motocròs de les Nacions que organitza la FIM d'ençà de 1947.
Des de l'edició del 2013, l'esdeveniment compta també amb una cursa per a equips femenins, coneguda com a WMXoEN. Aquesta és l'única competició de motocròs femení en què les dones hi competeixen en equips "nacionals". Cada federació estatal n'hi presenta un, format per dues pilots a bord de sengles motocicletes de dos temps de 125cc i/o de quatre temps de 250cc.

## Historial
Fonts:

### 2000-2012
| Edició | Any  | Circuit                | Guanyador                                                              |
| ------ | ---- | ---------------------- | ---------------------------------------------------------------------- |
| I      | 2000 | Holice, Txèquia        | Bèlgica                                                                |
| II     | 2001 | Reil, Alemanya         | Txèquia                                                                |
| III    | 2002 | ?                      | Txèquia                                                                |
| IV     | 2003 | Sevlíevo, Bulgària     | Bèlgica Marvin van Daele · Peter Iven · Manuel Priem                   |
| V      | 2004 | Jastrebarsko, Croàcia  | Bèlgica Marvin van Daele · Danny Theybers · Sven Breugelmans           |
| VI     | 2005 | Gdansk, Polònia        | Bèlgica Dennis Verbruggen · Manuel Priem · Sven Breugelmans            |
| VII    | 2006 | Zărnești, Romania      | Itàlia Manuel Monni · Enrico Oddenino · Alex Salvini                   |
| VIII   | 2007 | Gaildorf, Alemanya     | Itàlia Manuel Monni · David Philippaerts · Alex Salvini                |
| IX     | 2008 | Sevlíevo, Bulgària     | França Valentin Teillet · LoïcRombaut · Gregory Aranda                 |
| X      | 2009 | Txernivtsí, Ucraïna    | Països Baixos Herjan Brakke · Jeffrey Herlings · Mike Kras             |
| XI     | 2010 | Markelo, Països Baixos | Països Baixos Glenn Coldenhoff · Marc de Reuver · Ceriel Klein Kromhof |
| XII    | 2011 | Sevlíevo, Bulgària     | Països Baixos Donny Bastemeijer · Herjan Brakke · Ceriel Klein Kromhof |
| XIII   | 2012 | Kíev, Ucraïna          | Itàlia Samuele Bernardini · Davide Guarneri · Manuel Monni             |

### 2013-Actualitat
A 26 de novembre de 2024
| XIV   | 2013 | Castèlnòu de Lèvis, França    | França Ludovic Bompar · Nicolas Dercourt · Calvin Fonvieille · Benoit Paturel     | França Livia Lancelot · Justine Charroux             | [ 8 ] [ 9 ]           |                       |                       |
| XV    | 2014 | Pacov, Txèquia                | Itàlia Michele Cervellin · Gianluca Facchetti · Joakin Furbetta · Paolo Lugana    | Itàlia Kiara Fontanesi · Francesca Nocera            |                       |                       |                       |
| XVI   | 2015 | Pietramurata di Dro, Itàlia   | Itàlia Morgan Lesiardo · Ivo Monticelli · Gioele Palance · Emilio Scuteri         | Itàlia Kiara Fontanesi · Francesca Nocera            | [ 10 ]                |                       |                       |
|       | 2016 | No disputat                   | No disputat                                                                       | No disputat                                          | No disputat           | No disputat           | No disputat           |
| XVII  | 2017 | Gdansk, Polònia               | França Mathys Boisramé · Scotty Verhaeghe · Florian Miot · Quentin M. Prugnieres  | Països Baixos Nancy van de Ven · Nicky van Wordragen | [ 12 ]                |                       |                       |
| XVIII | 2018 | Gdansk, Polònia               | Itàlia Gianluca Facchetti · Mattia Guadagnini · Matteo Luigi Russi · Valerio Lata | Itàlia Kiara Fontanesi · Giorgia Montini             | [ 13 ]                |                       |                       |
| XIX   | 2019 | Gdansk, Polònia               | Itàlia Morgan Lesiardo · Andrea Roncoli · Valerio Lata · Matteo Luigi Russi       | Països Baixos Nancy van de Ven · Line Dam            | [ 14 ]                |                       |                       |
|       | 2020 | Cancel·lat (COVID-19)         | Cancel·lat (COVID-19)                                                             | Cancel·lat (COVID-19)                                | Cancel·lat (COVID-19) | Cancel·lat (COVID-19) | Cancel·lat (COVID-19) |
|       | 2021 | Cancel·lat (COVID-19)         | Cancel·lat (COVID-19)                                                             | Cancel·lat (COVID-19)                                | Cancel·lat (COVID-19) | Cancel·lat (COVID-19) | Cancel·lat (COVID-19) |
| XX    | 2022 | Talavera de la Reina, Espanya | França Quentin M. Prugnieres · Mathis Valin · Mano Faure · Amaury Maindru         | Espanya Daniela Guillén · Gabriela Seisdedos         | [ 17 ]                |                       |                       |
|       | 2023 | No disputat                   | No disputat                                                                       | No disputat                                          | No disputat           | No disputat           | No disputat           |
| XXI   | 2024 | Bucarest, Romania             | Itàlia Francesco Bellei · Andrea Ucellini · Nicolo Alvisi · David Cracco          | Espanya Daniela Guillén · Jana Sánchez               | [ 19 ]                |                       |                       |